# كاموف كا-20
كاموف كا-20 يطلق عليها الناتو اسم (القيثارة) كانت طائرة هليكوبتر سوفيتية صممها وصنعها كاموف ومن ثم طورت إلى كامفوف كا-25 .

## التصميم والتطوير
صنعت هذه المروحية تلبية لمطالب البحرية السوفيتية.

## انظر ايضآ
- كاموف كا-25
- كاموف كا-35

## وصلات خارجية
- http://www.aviation.ru/Ka/#20 نسخة محفوظة 10 أكتوبر 1999 على موقع واي باك مشين.